# Metabiantes filipes
Metabiantes filipes – gatunek kosarza z podrzędu Laniatores i rodziny Biantidae.

## Występowanie
Gatunek został wykazany z Kamerunu.